# Prosto (singel)
Prosto – piąty singel promujący album Prosto zespołu Kult. Został wydany 20 listopada 2013 przez S.P. Records. Piosenka zadebiutowała na 1. miejscu Listy Przebojów Trójki. Na singlowej płycie znajduje się utwór "Prosto" w różnych propozycjach interpretacyjnych muzyków Kultu, jak i zaproszonych artystów (Sobota, Maciej "Ślepy" Głuchowski i Michał Wiraszko).

## Lista utworów
1. "Prosto" Płytowa
2. "Prosto" Kazika Singlowa
3. "Prosto" Wojtka
4. "Prosto" Morawca
5. "Prosto" Zdunka
6. "Prosto" Jarka feat. Sobota
7. "Prosto" Glaza
8. "Prosto" T. Goehs, Maciej "Ślepy" Głuchowski, Michał Wiraszko
9. "Prosto" Kajetana koncertowa
10. "Prosto" Instrumental

## Notowania
| Lista                                | Pozycja |
| ------------------------------------ | ------- |
| Lista Przebojów Trójki               | 1       |
| Lista Przebojów Radia Merkury Poznań | 1       |
| UWUEMKA                              | 2       |